# There She Goes Again
„There She Goes Again“ je osmá skladba z debutového alba newyorské rockové skupiny The Velvet Underground The Velvet Underground & Nico z roku 1967. Skladbu skupina nahrála v dubnu 1966 v Scepter Studios v New Yorku pod dohledem Andyho Warhola. Skladbu předělala například alternativně rocková skupina R.E.M. a vydala ji na B-straně singlu „Radio Free Europe“. Píseň byla inspirována písní „Hitch Hike“ zpěváka Marvina Gaye.
Kytarový riff je převzatý z písně „Hitch Hike“ zpěváka Marvina Gaye.
Nejstarší dochovaná nahrávka písně pochází z ledna 1966, kdy ji kapela nahrála při zkoušce ve Warholově ateliéru The Factory. Při této zkoušce vznikla jak verze zpívaná Reedem, tak i jiná verze (nekompletní), kterou nazpívala nově příchozí zpěvačka Nico.